# Csongrád
Csongrád és una província o megye del sud d'Hongria. Té una superfície de 4263 km² i fa frontera amb les províncies de Bács-Kiskun, Jász-Nagykun-Szolnok i Békés i els estats de Romania i Sèrbia. El riu Tisza creua la província de nord a sud. Les ciutats més importants són:
- Szeged
- Hódmezõvásárhely
- Csongrád (ciutat)

Els habitants d'aquesta província són coneguts a la resta del país pel seu dialecte, que molt sovint canvia la pronunciació de la lletra E per la Ö.